# 本田直之
本田直之（ほんだ なおゆき）は、日本の実業家・著述家・プロデューサーである。レバレッジコンサルティング株式会社の代表取締役を務め、ハワイと東京を拠点とするデュアルライフを2007年より実践している。
累計300万部を超えるベストセラー「レバレッジシリーズ」をはじめとする著書を77冊刊行し、ビジネス書作家としても知られる。また、ガストロノミー分野でのプロデュース活動や、日本ソムリエ協会認定ソムリエとしての活動でも注目を集める。ハワイと東京を中心とした複数拠点での生活を実践し、独自のライフスタイルを提唱している。

## 経歴
明治大学商学部産業経営学科を卒業後、米国アリゾナ州立大学サンダーバード国際経営大学院でMBA（経営学修士）を取得した。シティバンク日本支社をはじめとする外資系企業数社で勤務した後、ベンチャー企業のバックスグループに経営参画し、常務取締役として同社のJASDAQ市場上場を牽引した。
2004年にレバレッジコンサルティング株式会社を創業し、現在まで同社の代表取締役を務めている。

### 事業活動
レバレッジコンサルティング株式会社において、日米のベンチャー企業への投資育成事業を中心とした経営を行っている。また、複数の企業で取締役やアドバイザーを務め、「仕事と遊びの境界を取り払った自由なライフスタイル」を提唱し、デュアルライフの実践者として講演活動や執筆活動を通じてその価値観を発信している。

### ガストロノミー分野での活動
日本ソムリエ協会認定ソムリエの資格を持ち、2024年度には「酒サムライ」に叙任された。The Japan Times「Destination Restaurants」選考委員として地方ガストロノミーの発掘にも携わっている。コロナ前からDom Pérignonなどのプレステージシャンパーニュのアドバイザーも務めている。
食のプロデュース分野では、伝説的イベントとなったDream Duskのプロデュースや、世界のトップシェフ40人が互いのために腕を振るう招待制イベント「Chefs Gathering TRUNK(HOTEL) by Dom Perignon」を企画・主宰し、トップシェフのネットワーク形成と国際化に寄与している。また、食べログでは、連載「本田直之×新時代のシェフたち」においても、若手シェフたちの展望や活動を発信している。
さらに、自らの学びと発信を重んじ、日本寿司リーディングアカデミーおよび東京すしアカデミーで約半年間寿司技術を学んだ後、ポップアップ「鮨 本田」を不定期開催している。

## ライフスタイル活動

### サウナ文化の普及
20年以上のサウナ愛好家として知られ、フィンランド政府観光局認定サウナアンバサダーに任命されている。2019年にはととのえ親方こと松尾大との共著で書籍『人生を変えるサウナ術』を出版し、サウナブームの牽引役の一人となっている。

### スポーツ活動
経営者仲間を中心に編成したトライアスロンチーム「Team Alapa」の主宰者であり、2010年にはIRONMAN Western Australiaに初出場し完走し、以来8つのIRONMANを完走している。

### 地方創生活動
余市町美食発信戦略プロデューサー、鹿児島県焼酎プロモーションのディレクターなどを務め、地方の食文化発信にも携わっている。

### 著作活動
「レバレッジ・リーディング」「レバレッジ・シンキング」などのレバレッジシリーズをはじめとする著書は累計74冊にのぼり、その累計発行部数は300万部を突破している。著書は韓国・台湾・中国・香港・タイ・ベトナムなど海外でも翻訳出版されており、グローバルに読者を獲得している。
雑誌『GOETHE』では「#本田直之のハワイ新常識」という連載企画を担当し、「食べログ」のオンラインマガジンでは「トップシェフが内緒で通う店」「本田直之×新時代のシェフたち」といった人気連載を執筆している。

## 主な著書・訳書
『ビジネスに効くサウナ術』（文庫）三笠書房、2024年
『パーソナル・トランスフォーメーション』KADOKAWA、2020年
『人生を変えるサウナ術　なぜ、一流の経営者はサウナに行くのか？』松尾大共著、KADOKAWA、2019年
『50歳からのゼロ・リセット』青春出版社、2019年
『トップシェフが内緒で通う店150』KADOKAWA、2019年
『ゆるいつながり 協調性ではなく、共感性でつながる時代』朝日新聞出版、2018年
『モバイルボヘミアン 旅するように働き、生きるには』四角大輔共著、ライツ社、2017年
『オリジナリティ 全員に好かれることを目指す時代は終わった』日経BP、2017年
『The Hawaii's Best Restaurants (ザ・ハワイズベストレストラン)』エイ出版、2017年
『何を捨て何を残すかで人生は決まる』青春出版社、2016年
『大切なことだけやりなさい（監訳）』ブライアントレーシー著、ディスカヴァー・トゥエンティワン、2016年
『TraveLife　クリエイティブに生きるために旅から学んだ35の大切なこと』マガジンハウス、2015年
『脱東京 仕事と遊びの垣根をなくす、あたらしい移住』毎日新聞出版、2015年
『Live Simply シンプルに生きるための162のコトバ』日本経済新聞出版、2014年
『なぜ、日本人シェフは世界で勝負できたのか』ダイヤモンド社、2014年
『本田直之のあたらしいハワイ』エイ出版、2014年
『ハワイ ベストレストラン2015』実業之日本社、2014年
『思考をやわらかくする授業』サンクチュアリ出版、2013年
『あたらしい働き方』ダイヤモンド社、2013年
『ぼくの人生はだれのもの？』発行：ぼくら社、発売：プレジデント社、2013年
『1万円起業 片手間で始めてじゅうぶんな収入を稼ぐ方法（監訳）』クリスギレボー著、飛鳥出版、2013年
『LESS IS MORE 自由に生きるために、幸せについて考えてみた』ダイヤモンド社、2012年
『ノマドライフ　好きな場所に住んで、自由に働くために、やっておくべきこと』朝日新聞出版、2012年
『自由な人生のために20代でやっておくべきこと［キャリア編］』幻冬舎、2012年
『会社で不幸になる人、ならない人』日本経済新聞出版、2012年
『25歳からのひとりコングロマリットという働き方 仕事も肩書きもひとつじゃなくていい.』おちまさと共著、大和書房、2012年
『本田直之のハワイグルメコンシェルジュ』エイ出版、2012年
『あなたのハワイが変わる 本田直之式ワイキキのルール』エイ出版、2011年
『ハワイが教えてくれたこと。あなたの人生がぐっと快適になる70の言葉』イースト・プレス、2011年
『たった3つのクセを直せば人生がうまくいく』中経出版、2011年
『リーディング3.0 ―少ない労力で大きな成果をあげるクラウド時代の読書術』東洋経済新報社、2011年
『ホウレンソウはいらない！―ガラパゴス上司にならないための10の法則』日本経済新聞出版、2011年
『７つの制約にしばられない生き方』大和書房、2011年
『ゆるい生き方~ストレスフリーな人生を手に入れる60の習慣』大和書房、2010年
『カラダマネジメント術!』マガジンハウス、2010年
『トリガー・フレーズ―自分にスイッチを入れる170の言葉』日本経済新聞出版、2010年
『本田直之「人を動かすアフォリズム」90』小学館、2010年
『本田直之式　ハッピー・ワークスタイル ～秘訣はiPhoneとMacの連携にあり～』毎日コミュニケーションズ、2010年
『「できる人間」を目指すなら、迷うのはやめよう　22歳からの人生法則』安達元一共著、アスコム、2010年
『パーソナル・マーケティング　どんな時代でも"選ばれ続ける人"になる39の法則』ディスカヴァー・トゥエンティワン、2009年
『フォーカル・ポイント 労働時間を半分にして、生産性と収入を倍にする思考術（監訳）』ブライアントレーシー著、ディスカヴァー・トゥエンティワン、2009年
『意思決定力』ダイヤモンド社、2009年
『本田式サバイバル・キャリア術』幻冬舎、2009年
『走る男になりなさい』サンマーク出版、2009年
『ビジネスパーソンのための家計簿―本田直之式アカウントブック』主婦の友社、2009年
『本田直之のハワイを極める50の法則』エイ出版、2009年
『本田流 しりあがり的 額に汗する幸福論』しりあがり寿共著　かんき出版、2009年
『なまけもののあなたがうまくいく５７の法則』大和書房、2009年
『面倒くさがりやのあなたがうまくいく55の法則』大和書房、2009年
『レバレッジマネジメント』東洋経済新報社、2009年
『人を出し抜く 超・仕事術 「レバレッジ思考」を20代でマスターせよ! (凄ビジ・シリーズ)』主婦の友社、2008年
『レバレッジ・オーガナイザー ─自分にレバレッジをかけ、無限大の成果を生み出す実践手帳』東洋経済新報社、2008年
『レバレッジ英語勉強法』朝日新聞出版、2008年
『レバレッジ人脈術』ダイヤモンド社、2007年
『レバレッジ勉強法』大和書房、2007年
『レバレッジ・シンキング』東洋経済新報社、2007年
『レバレッジ時間術―ノーリスク・ハイリターンの成功原則』幻冬舎、2007年
『レバレッジ・リーディング』東洋経済新報社、2006年
『パーソナル・ブランディング 12ヵ月で個人ブランドを作る究極の法則』（翻訳）東洋経済新報社、2005年

## プロデュース
Dream Dusk Encore、2023年、ザ・ルイガンズ.スパ & リゾート
Dream Dusk Final 2022年、ザ・ルイガンズ.スパ & リゾート
Dream Dusk Vol.4“【DREAM DUSK VOL.4 】全国から有名シェフが集結！福岡「ルイガンズ スパ＆リゾート」がお送りする、年に一度の夢のコラボレーション”. ポケットコンシェルジュ公式ブログ (2019年6月7日). 2020年5月20日閲覧。　2019年、ザ・ルイガンズ．スパ ＆ リゾート
Dream Dusk Vol.3　2018年、ザ・ルイガンズ．スパ ＆ リゾート
Dream Dusk Vol.2　2017年、ザ・ルイガンズ．スパ ＆ リゾート
Dream Dusk Vol.1　2016年、ザ・ルイガンズ．スパ ＆ リゾート
Dream Dusk 弁当“本田直之氏プロデュースの一流シェフが集うイベント「DREAM DUSK」と「ごちクル」がコラボ商品をリリースしました。”. スターフェスティバル - 飲食店のEC・中食デリバリー参入を支援 (2019年12月20日). 2020年5月20日閲覧。
Inspire by Relux 別邸仙寿庵 2022年
Inspire by Relux 御宿竹林亭“期間・組数限定のプレミアムプラン「Inspire by Relux」 第一弾の本田直之氏プロデュース「御宿 竹林亭」×「傳」完売のお知らせ”. 株式会社Loco Partners. 2020年5月20日閲覧。　2019年

### メディア掲載
実業家でフーディーの本田直之は、なぜ鮨を握るのか
本田直之「鮨はグローバルなコミュニケーションツール」
サウナを目的に世界を旅する! 本田直之のサ旅 GOETHE
本田直之 グルメ密談―トップシェフが内緒で通う店 食べログマガジン
本田直之の「賛否両論=オリジナリティ」~批判に負けず、クリエイティブに生きる~
BRIEFING Journal
人生=旅。60か国を巡った実業家・本田直之が教える成功の秘訣 On Trip JAL
総勢37名のトップ・オブ・ザ・トップシェフが集結! 最高にグルメな秘密の夜会に潜入!! GOETHE
本田直之のThe Hawaii's Best Restaurants

### 評価・影響
本田直之が提唱する「デュアルライフ」(複数拠点で暮らす生き方)は、2000年代後半から多くの人々に「場所や時間に縛られない働き方」への関心を喚起し、リモートワーク時代の到来と相まって新しいライフスタイルのロールモデルとして注目された。
「仕事=遊び=旅」という価値観を実践し、ビジネス、食、旅、ウェルビーイングを横断しながらオピニオンリーダーとして評価されている。